# Oliviers à Collioure
Oliviers à Collioure est un tableau réalisé par le peintre français Henri Matisse, probablement durant l'été 1906. Cette huile sur toile est un paysage fauve représentant deux oliviers à Collioure, dans les Pyrénées-Orientales. Acquise par les collectionneurs américains Gertrude et Leo Stein peu de temps après son exécution, l'œuvre est conservée depuis 1975 au Metropolitan Museum of Art, à New York.